# Județul Chișinău (Republica Moldova)
Județul Chișinău a fost, până la reorganizarea administrativ-teritorială pe raioane, un județ al Republicii Moldova. Se învecina cu: județele Orhei, Ungheni, Lăpușna, Tighina și cu Unitățile administrativ-teritoriale din stînga Nistrului. Capitala județului, doar din punct de vedere administrativ, a fost Chișinăul.